# Хорошилово (Белгородская область)
Хорошилово — село в Старооскольском городском округе Белгородской области. Находится в 20 километрах от города Старый Оскол. Входит в Архангельскую сельскую территорию.

## География
По устройству поверхности площадь села представляет собой пологую возвышенность. Основные формы рельефа имеют эрозийное происхождение, на территории сёл имеются малые и большие овраги. Село по своему географическому происхождению находится на северо-востоке Старооскольского городского округа. Хорошилово граничит на юго-западе с земельными угодьями с. Озерки, с востока — с земельными угодьями с. Котово, с севера — с земельными угодьями с. Архангельское.

## Климат
Хорошилово находится в умеренно-климатическом поясе с умеренно континентальным климатом, для которого характерны тёплое лето и холодная зима.

## История
Село Хорошилово свое название получило от живописной местности. Упоминается в документах за 1700 год. Население преимущественно составляли государственные крестьяне.
В 1824 году была построена церковь Димитрия Солунского. В 1878 году открылась церковно-приходская школа при церкви. В начале XX века в селе Хорошилово было 3,5 тыс. га земли.
С июля 1928 года Хорошилово стало центром Хорошиловского сельсовета (село и поселок Первомайский) в только что образованном Шаталовском районе.
В 1932 году в селе Хорошилово образован колхоз «Имени Ленина».
Летом 1942 года село было оккупировано немецкими войсками. В конце января 1943 года немцы были выбиты из села советскими войсками. На южной окраине Хорошилово был построен временный аэродром, который действовал во время сражения на Курской дуге. 183 хорошиловца не вернулись домой с полей сражений.
С 1954—1955 годов в сёлах появились первые радиоточки, а в конце 50-х годов село электрифицировали. В 1969 году в Хорошилово открылся сельский клуб.
В 1995 г. в селе действовали медицинский пункт, дом культуры, библиотека, неполная средняя школа. В 1997 г. в Хорошилово насчитывалось 205 личных хозяйств и 402 жителя.

## Население
| 1859 | 1897  | 2002 | 2010 |
| ---- | ----- | ---- | ---- |
| 1366 | ↗1717 | ↘490 | ↘436 |

## Памятники
- Памятный знак землякам, погибшим во время Великой Отечественной войны  — открыт 9 мая 2019 года[4].